# François Uzan
Pour les articles homonymes, voir Uzan (homonymie).
Ne doit pas être confondu avec François Ozon.
François Uzan, né le 3 juillet 1978 à Paris, est un scénariste et réalisateur français.

## Filmographie
Sauf indication contraire, les informations mentionnées dans cette section peuvent être confirmées par les bases de données cinématographiques IMDb et Allociné,  présentes dans la section « Liens externes ».

### Scénariste

#### Cinéma
- 2008 : Anne et le Révérend (documentaire) de lui-même
- 2010 : Le Mac de Pascal Bourdiaux - participation aux dialogues
- 2012 : Stars 80 de Thomas Langmann et Frédéric Forestier - participation au scénario
- 2013 : Les Âmes de papier de Vincent Lannoo - dialogues
- 2016 : Hibou de Ramzy Bedia
- 2017 : Pochette surprise (court métrage) de lui-même
- 2022 : On sourit pour la photo de lui-même
- 2024 : Loups-garous de lui-même

#### Télévision
- 2008 : Que du bonheur ! (programme court, TF1)
- 2014 : France Kbek (série télévisée, Orange Cinés Séries)
- 2019 : Family Business (série télévisée), 6 épisodes
- 2021 : Lupin (série Netflix)

### Réalisateur

#### Cinéma
- 2006 : Sans lendemain (court métrage)[réf. nécessaire]
- 2008 : Anne et le Révérend (documentaire)
- 2017 : Pochette surprise (court métrage)
- 2022 : On sourit pour la photo
- 2024 : Loups-garous

#### Télévision
- 2016 : Dead Landes (série télévisée), coréalisé avec François Descraques
- 2023 : En place (série Netflix), coréalisé avec  Jean-Pascal Zadi[1]

#### Clip
- 2022 : Je vais survivre de Ben Mazué et Guillaume Poncelet (chanson originale de son film On sourit pour la photo)